# عر (مكيراس)

تعديل مصدري - تعديل

عر هي إحدى قرى عزلة مكيراس بمديرية مكيراس التابعة لمحافظة البيضاء، بلغ تعداد سكانها 522 نسمة حسب تعداد اليمن لعام 2004.